# Maria Wawszczyk
Maria Wawszczyk (ur. 3 czerwca 1935) – polska aktorka teatralna i filmowa.

## Życiorys
Była członkinią zespołów teatralnych: Teatru Ziemi Pomorskiej w Bydgoszczy i Torunu (1957-1958), Teatrów Dramatycznych w Szczecinie (1958-1959), Teatru Polskiego w Bielsku-Białej (1959-1964), Teatru Ziemi Gdańskiej w Gdyni (1965-1966), Teatru im. Adama Mickiewicza w Częstochowie (1966-1969) oraz Teatru Powszechnego w Łodzi (1969-1989). Wystąpiła również w jedenastu spektaklach Teatru Telewizji (1970-1989) oraz trzech audycjach Teatru Polskiego Radia (1975, 1987).
W 1967 roku była jedną z pierwszych laureatek Złotych Masek, a w 1980 roku otrzymała Honorową Odznakę Miasta Łodzi.

## Filmografia
- Józia (1977) - Felka
- Córka albo syn (1979) - kierowniczka sklepu
- Jeden dzień z mistrzem (1980)
- Jan Serce (1981) - urzędniczka (odc. 4)
- Mgła (1983) - barmanka
- Wszystko powiem Lilce! (1984)
- Pomiędzy wilki (1988) - gość na przyjęciu
- Ucieczka z kina „Wolność” (1990) - portierka w akademiku
- Skarga (1991) - Kowalczykowa, matka zabitych dziewczynek
- Kolos (1993) - Gerda